# إكسباث
إكسباث (بالإنجليزية: XPath)‏ هي لغة إستعلام تستخدم للبحث في مستند إكس إم إل وتحديد عناصره. تم تطويرها من قبل رابطة الشبكة العالمية في سنة 1999.